# Anstruther Easter (circonscription du Parlement d'Écosse)
Pour les articles homonymes, voir Anstruther (homonymie).
Anstruther Easter dans le Fife était un royal burgh créé en 1583 qui a envoyé un Commissaire au Parlement d'Écosse et à la Convention des États.
Après les Actes d'Union de 1707, Anstruther Easter, Anstruther Wester, Crail, Kilrenny et Pittenweem ont formé le district de Anstruther Easter, renvoyant un membre à la Chambre des communes de Grande-Bretagne.

## Liste des commissaires de burgh
- 1661–63: Alexander Black, conseiller [1]
- 1665 convention: Andrew Martins, baili [2]
- 1667 convention: non représentée
- 1673–74: Alexander Gibson [3]
- 1678 convention: James Lauson, baili [4]
- 1681–82: Robert Anstruther[5]
- 1685–86: Robert Innes de Blairtoun, conseiller[6]
- 1689 convention, 1689–90: David Spence, ancien bailli d'Édimbourg (expulsé en 1693) [7]
- 1696–1701: Patrick Murray of Dullary [7]
- 1702–07: Sir John Anstruther[8]